# St. Petri (Ballstädt)

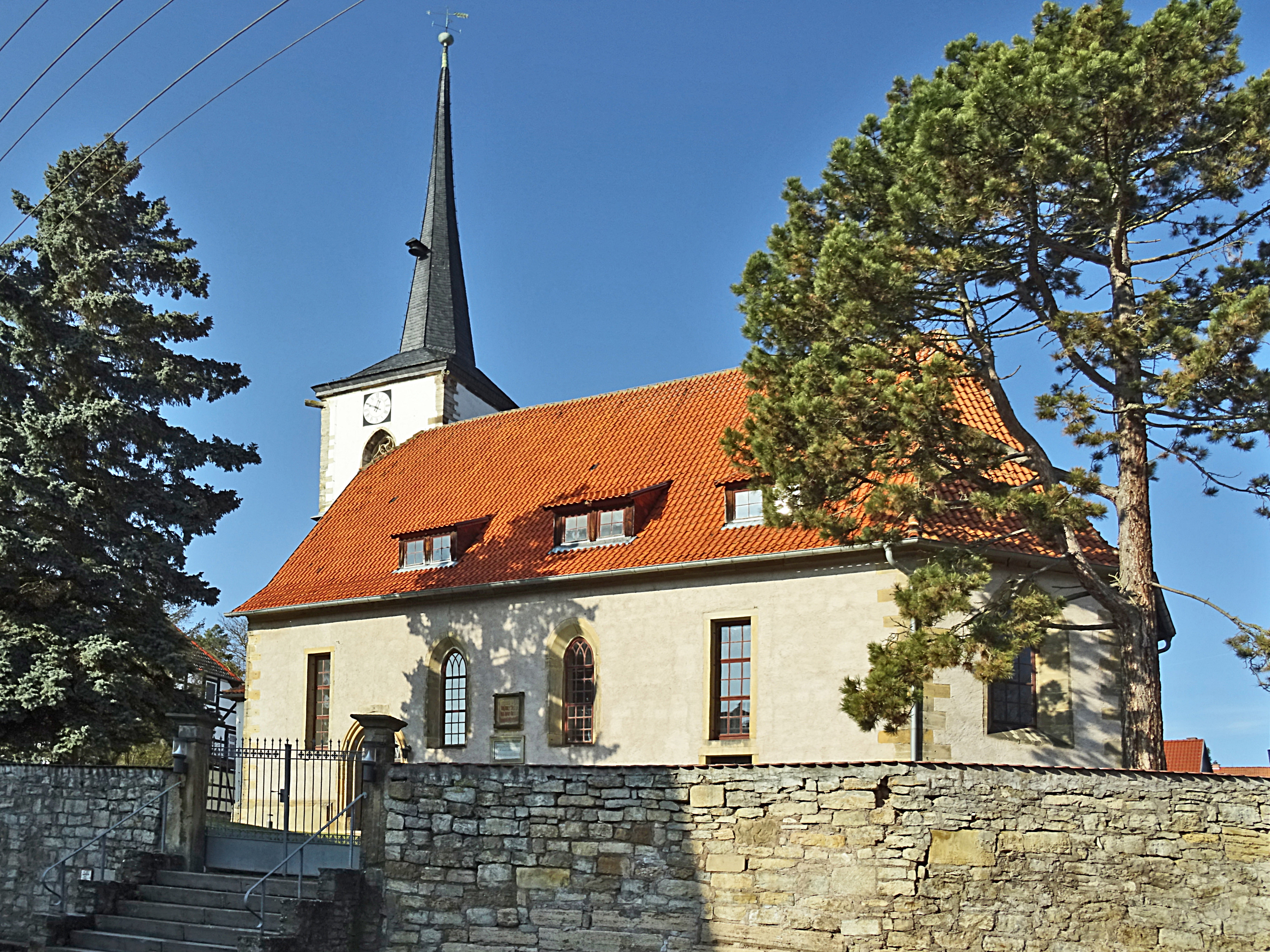
St. Petri (Ballstädt)

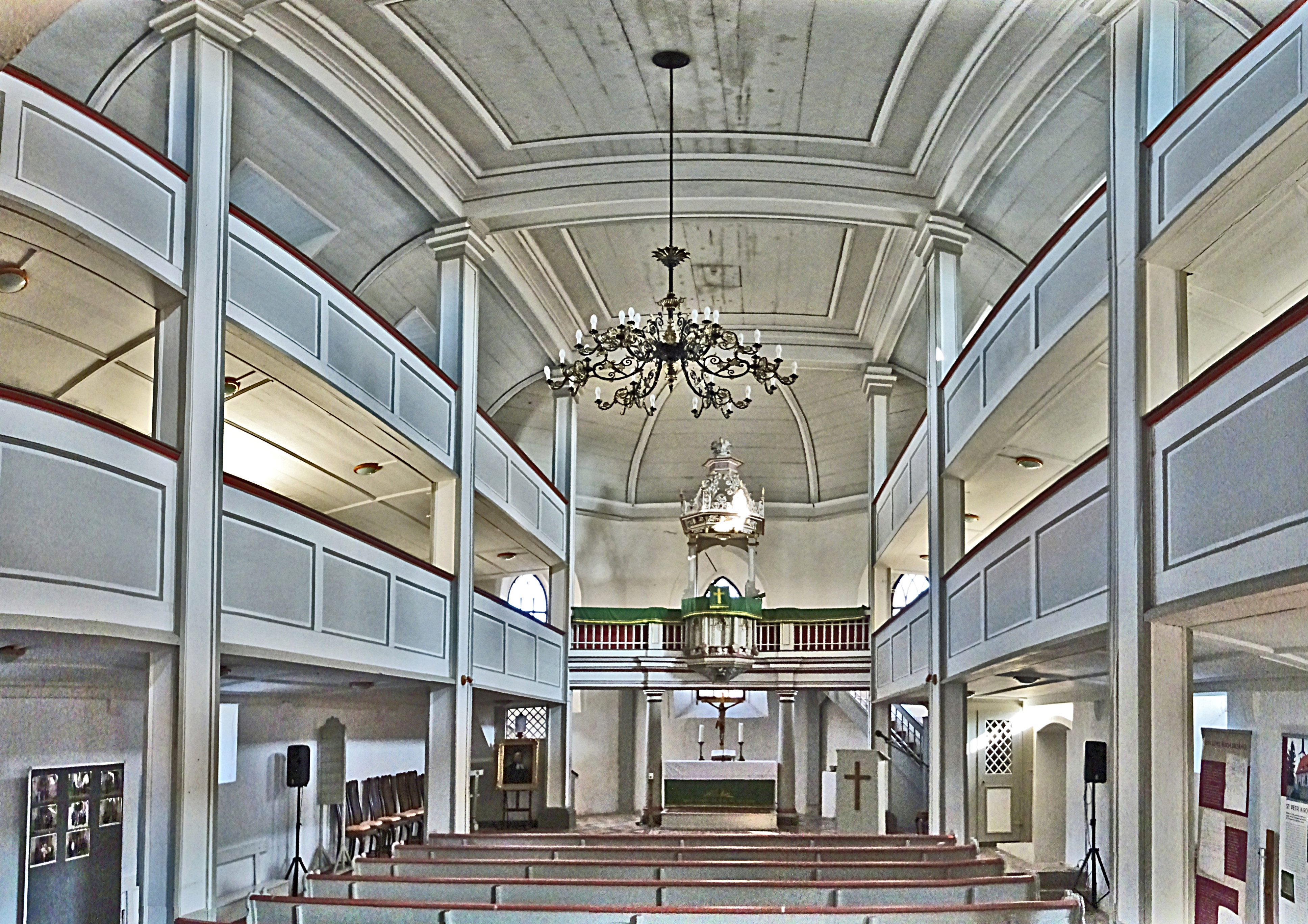
Innenansicht

Die evangelisch-lutherische Kirche St. Petri steht in der Rittergasse von Ballstädt, einem Ortsteil der Landgemeinde Nessetal im thüringischen Landkreis Gotha.

## Gemeindezugehörigkeit
Die Kirchengemeinde Ballstädt gehört zur Pfarrstelle Molschleben im Kirchenkreis Gotha der Evangelischen Kirche in Mitteldeutschland. Bis 2009 gehörte der gesamte Kirchenkreis zur Evangelisch-Lutherischen Kirche in Thüringen.

## Beschreibung
Die spätgotische Saalkirche aus dem 14. Jahrhundert hat einen dreiseitigen Abschluss des Chores. Der eingezogene Kirchturm steht im Westen. Das Kirchenschiff, bedeckt mit einem Satteldach, wurde inschriftlich 1497 begonnen, 1696 umgebaut. Der Innenraum wurde 1878 weitgehend verändert. Im Erdgeschoss hat der Kirchturm ein Kreuzgratgewölbe mit Maßwerkfenster und Kreuzstockfenstern. Er trägt ein spitzes, achtseitiges Zeltdach. Das Kirchenschiff ist mit zweigeschossigen Emporen ausgestattet. Die Kanzel wurde Ende des 18. Jahrhunderts eingebaut. Das Kruzifix stammt erst aus der 2. Hälfte des 19. Jahrhunderts.
Die Orgel mit 21 Registern, verteilt auf 2 Manuale und Pedal, wurde 1836 von Georg Franz Ratzmann gebaut und 1881 von Friedrich Christian Knauf umgebaut. Von 2009 bis 2012 wurde sie von Waltershausen Orgelbau restauriert.
| I Hauptwerk C–f3 |             |     |
| 1.               | Bordun      | 16′ |
| 2.               | Principal   | 08′ |
| 3.               | Hohlflöte   | 08′ |
| 4.               | Bordun      | 08′ |
| 5.               | Gamba       | 08′ |
| 6.               | Octave      | 04′ |
| 7.               | Hohlflöte   | 04′ |
| 8.               | Quinte      | 03′ |
| 9.               | Octave      | 02′ |
| 10.              | Cornett III |     |
| 11.              | Mixtur IV   |     |

| II Oberwerk C–f3 |                 |     |
| 12.              | Gedackt         | 16′ |
| 13.              | Geigenprincipal | 08′ |
| 14.              | Stillgedact     | 08′ |
| 15.              | Flautotraverso  | 08′ |
| 16.              | Salicional      | 08′ |
| 17.              | Octave          | 04′ |
| 18.              | Flauto dolce    | 04′ |
| 19.              | Quinte          | 03′ |
| 20.              | Octave          | 02′ |
|                  | Kanaltremulant  |     |

| Pedal C–d1 |             |     |
| 21.        | Violon      | 16′ |
| 22.        | Subbass     | 16′ |
| 23.        | Octavbass   | 08′ |
| 24.        | Gedacktbass | 08′ |
| 25.        | Cellobass   | 08′ |

- Koppeln: II/I, I/P
- Spielhilfen: Calcant

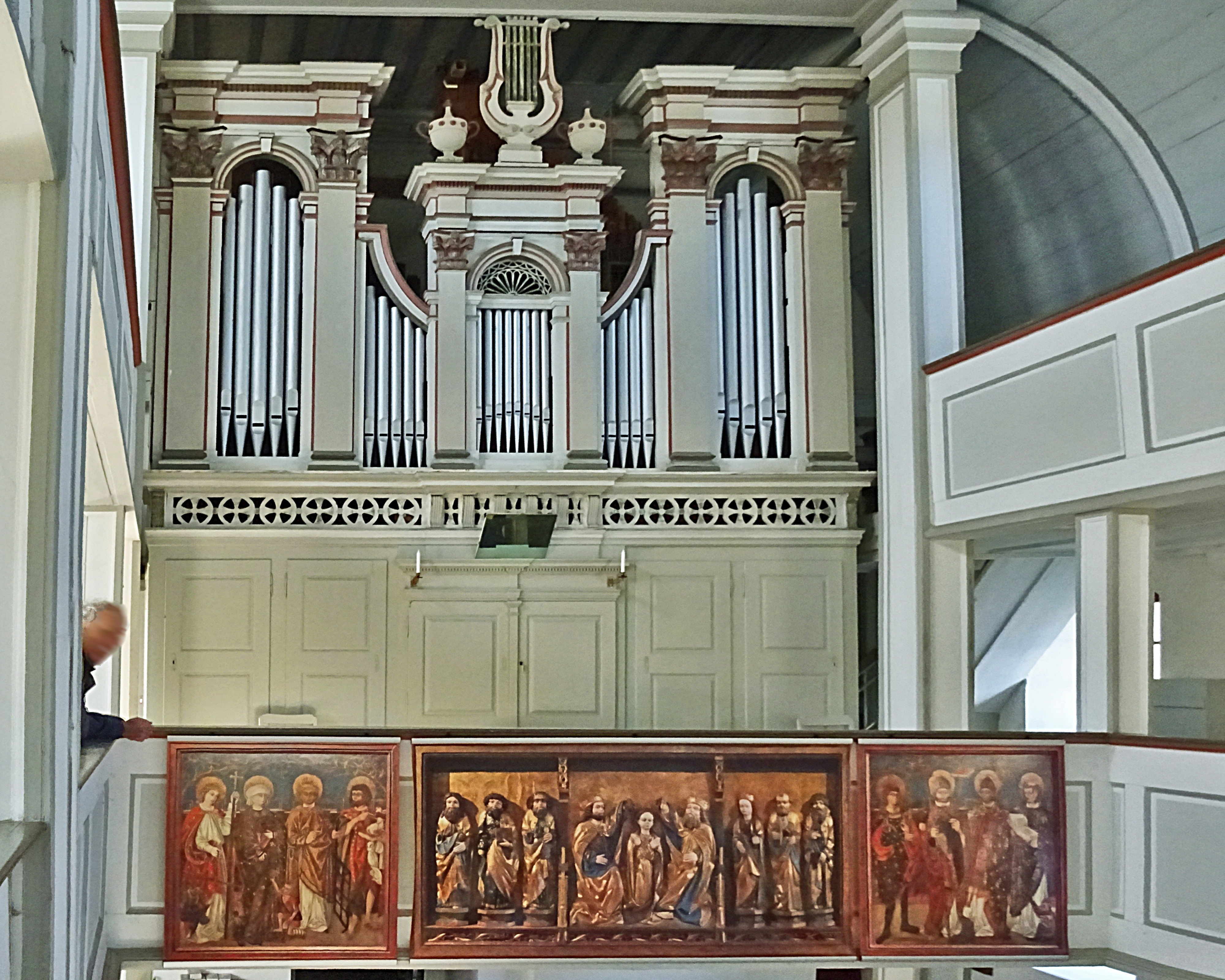
Ratzmann-Orgel und Replik des Ballstädter Altars

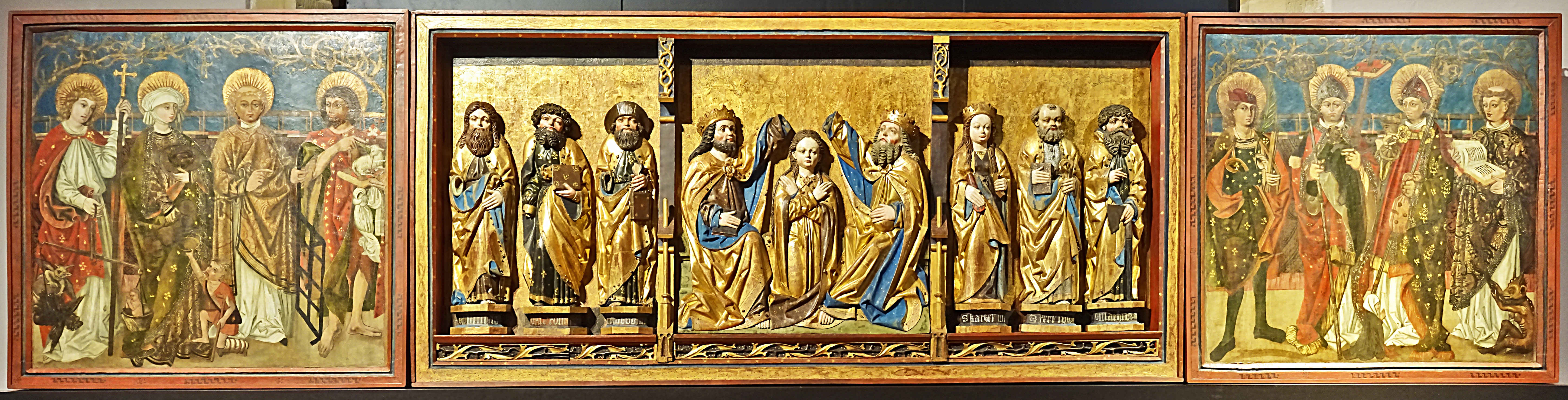
Ballstädter Marienkrönungsaltar

Der Ballstädter Marienkrönungsaltar, ein Werk aus Thüringen um 1500, wurde umfassend restauriert und befindet sich nun im Thüringer Museum (Eisenach). Er zeigt in der Mitte die Krönung der Maria durch Christus in der Dreieinigkeit von Gottvater, Christus und dem heiligen Geist (als Taube, zusammen mit der Krone verloren). Daneben die Apostel Thomas, Bartholomäus und Jakobus der Altere links und rechts die heilige Katharina und die Apostel Petrus und Matthias. Neben dem Mittelschrein die gemalten Außenseiten des Altares. Links: Der Erzengels Michael mit der Seelenwaage. Die heilige Elisabeth, Landgräfin von Thüringen, mit einem Bettler. Der heilige Laurentius, ein frühchristlicher Diakon und Märtyrer, mit dem Rost, auf dem er sein Martyrium erlitt. Johannes den Täufer mit dem Buch und dem Lamm. Rechts: Der heilige Sebastian mit einem Bündel Pfeile in der Hand. Der heilige Bonifatius in Bischofstracht (er erlitt den Märtyrertod während seiner Missionstätigkeit). Der heilige Norbert, Erzbischof von Magdeburg und Gründer des Prämonstratenserordens, zu seinen Füßen eine Frau im Ordenshabit. Der heilige Cyriakus, ein frühchristlicher Diakon und Märtyrer, der seiner Legende nach eine junge Frau vom Wahnsinn heilte.